# Xian de Luonan
Le xian de Luonan (洛南县 ; pinyin : Luònán Xiàn) est un district administratif de la province du Shaanxi en Chine. Il est placé sous la juridiction de la ville-préfecture de Shangluo.

## Démographie
La population du district était de 440 675 habitants en 1999.